# 엄진삼
엄진삼(嚴鎭三, 1812년 10월 9일 ~ 1879년 7월 28일)은 조선 말기의 무신이자 상인, 대한제국의 외척이며, 고종의 후궁 순헌황귀비 엄씨의 친정 아버지, 엄준원의 삼촌이자 양아버지이며, 영친왕의 외할아버지이다. 한일 합방 조약 직후 조선인 참정권 허용 운동과 조선인 자치권 허용 운동을 한 민원식은 그의 손녀사위가 된다. 본관은 영월(寧越)이고 자는 중성(仲省)이다.
생전에는 종로 육전에서 장사를 했으며, 가세가 어려워 장녀 엄씨는 5세 또는 8세 때에 궁궐에 입궐하여 궁녀가 되었다. 늦게 관직에 올라 대호군을 지냈고, 사후에는 의정부찬정에 추증되었다.

## 생애
1812년(순조 12년) 10월 9일 사후 증 의정부참찬 엄재우와 호군 연동흠(延東欽)의 딸 곡산 연씨(谷山延氏)의 아들로 태어났다. 그의 조상은 당나라 출신으로 신시랑과 함께 중국의 악장(樂章)을 고려에 전수하는 파락사(波樂使)로 왔다가 정착한 엄림의(嚴林義)의 후손이었다. 엄림의는 한나라의 시인인 여요(余姚)사람 엄자능(嚴子陵)의 후손이며 당나라 상국을 지낸 화음(華陰)의 일가였다. 엄림의는 고향에서 정변이 발생하자 귀국을 단념하고 고려에 정착, 고려 조정에서 호부원외랑(戶部 員外郞)을 지내고 사후에는 내성군(奈城郡)에 추봉되었다. 14대도 엄유온(嚴有溫)은 조선초기에 좌군도총재를 지냈다.
엄진삼의 고조부 만향재 엄한붕(晩香齋 嚴漢朋)은 1728년 이인좌가 일으킨 무신난 진압에 참여하여 원종공신이 되고, 증 한성부좌윤에 추증되었다. 그러나 그의 가계는 몰락하여 증조부 엄계응은 관직이 없었고, 할아버지 엄성복은 사후에 증 승정원좌승지 벼슬에 추증되었고 아버지 엄재우는 사후 증 호조참판에 추증되었는데, 이는 엄진삼의 형 엄진일의 출세에 의한 증직이었다. 뒤에 아버지 엄재우는 다시 증 의정부참찬에 가증되었는데 이는 엄진삼의 친조카이자 양자 엄준원의 출세로 인한 증직이었다. 그가 태어날 때는 증조부 엄계응이 생존해 있었다.
그의 젊은 시절에 대해서 알려진 것은 없다. 형 엄진일은 고종 초에 군관으로 관직에 올라가 창덕궁장, 동지중추부사, 창덕궁위장에 이르렀지만, 그는 별 관직이 없었고, 형편이 어려웠다. 그는 한성부 서소문방 서소문에 살았다. 윤효정에 의하면 엄진삼은 종로 육전거리에서 장사를 했다고도 한다.
증 협판 박치순(朴致淳)의 딸 밀양박씨와 결혼하여 2남 2녀를 두었으나 큰아들 엄봉원(嚴鳳源)은 결혼한 지 얼마 되지 않아 죽었고, 둘째 아들 엄학원(嚴鶴源)은 어려서 사망하여 형 엄진일의 아들 엄준원을 양자로 들였다. 장녀 엄씨는 1862년 8세 또는 1859년 5세에 궁녀로 입궐하여 고종비 민비를 시종하는 시위상궁(侍衛尙宮)에 올라갔으며, 명성황후 생전인 1885년 31세에 고종의 승은을 입었다가 민비에게 발각되면서 궁궐에서 쫓겨났다. 당시 대신 윤용선이 고종에게 간곡하게 말하여 서인만은 면하게 되었다. 그의 사후인 1895년 을미 사변 당시 다시 궁궐로 복귀하고 영친왕을 임신, 수태하게 되었다.
딸 순헌황귀비의 입궐 후 대호군 등을 역임했다. 1879년(고종 16) 7월 28일에 사망했다.

### 사후
사후 경기도 고양군 연희면 마근동(麻根洞) 산 계좌(癸坐)에 안장되었다가 뒤에 고양군 뚝도면(纛島面) 화양리(華陽里, 현 서울특별시 광진구 화양동) 심유원(枕酉原)으로 이장되었다.
1901년(광무 4년) 11월 1일 증 자헌대부 의정부찬정에 추증되고, 다시 1904년(광무 7년) 증 자헌대부 의정부찬정에 추증되었다. 후에 1938년 9월 뚝도면 화양리 묘소 앞에 비석을 세웠다. 비문은 영친왕의 친히 명령하여 이왕직장관 법학박사 시노다 지사쿠가 묘비문 글을 짓고, 이왕직차관 이항구의 글씨체로 새겼다.

## 기타
일제 강점기에 세워진 엄진삼의 비석에는 증손녀딸 엄정섭, 엄경섭의 이름도 실명으로 수록되었다. 당시까지도 조선에는 딸의 이름을 짓지 않는 집이 많았으나 그의 이름도 지었고, 엄진삼의 묘비명 자손록에도 기재하였다. 엄주익은 그의 친 사촌의 손자가 된다.
- 증조부 : 엄계응(嚴啓膺, 1737년 ~ 1816년)
- 할아버지 : 엄성복(嚴性復)
  - 큰아버지 : 엄재화(嚴載和), 엄주익의 증조부
- 아버지 : 엄재우(嚴載祐)
- 어머니 : 곡산 연씨
  - 형 : 엄진일(嚴鎭一)
  - 형수 : 양천 허씨
    - 조카 : 엄준원, 아들 둘이 일찍 죽어서 그를 양자로 입양하였다.
    - 조카 : 엄충원(嚴忠源)

  - 동생 : 엄진오(嚴鎭五)
- 부인 : 밀양박씨(1824년 ~ 1895년)
  - 첫째 아들 : 엄봉원(嚴鳳源)[3]
    - 양 손자 : 엄주명(嚴柱明, 1896년 11월 19일 ~ 1976년 2월 6일[4]), 친조카이자 양자 엄준원의 아들을 사후입양

  - 둘째 아들 : 엄학원(嚴鶴源, 요절)
  - 양자 : 엄준원(嚴俊源, 1855년 음력 3월 26일 ~ 1938년 양력 2월 13일), 형 엄진일의 아들
  - 양 며느리 : 인동 장씨
    - 양 손자 : 엄주명(嚴柱明, 1896년 11월 19일 ~ 1976년 2월 6일), 엄봉원의 양자로 출계
      - 증손자 : 엄영섭(嚴英燮)
      - 증손자 : 엄종섭(嚴宗燮)
      - 증손자 : 엄항섭(嚴恒燮)
      - 증손녀 : 엄정섭(嚴貞燮, 1920년 ~ 1995년 2월 21일, 교육자, 진명학원 이사장)

    - 양 손녀 : 영월엄씨
    - 손녀사위 : 박기홍(朴基洪), 대한제국 때 주사 역임
    - 양 손녀 : 엄채덕(嚴彩德, 1889년(?) ~ ?)
    - 손녀사위 : 민원식(閔元植, 1886년 7월 12일 ~ 1921년 2월 16일)

  - 첫째 딸 : 순헌황귀비 엄씨(純獻皇貴妃 嚴氏, 1854년 2월 2일/음력 1월 5일 ~ 1911년 7월 20일)
    - 외손자 : 영친왕 이은(英親王 李垠 1897년 10월 20일 ~ 1970년 5월 1일)

  - 둘째 딸 : 영월 엄씨
  - 둘째 사위 : 이용세(李容世), 한성부판윤 역임
- 재종손 : 엄주익(嚴柱益, 1872년 6월 26일 ~ 1931년 4월 16일)

## 같이 보기
| - 순헌황귀비 - 영친왕 - 엄진일 - 엄준원 - 엄주명 - 엄주익 - 민원식 | - 엄주명 - 창덕궁 - 엄경섭 - 엄정섭 - 이방자 |